# Il ladro di giorni
Il ladro di giorni è un film del 2019 diretto da Guido Lombardi. Il soggetto del film ha vinto il premio Solinas nel 2007, mentre il romanzo che narra la medesima storia è stato pubblicato da Feltrinelli nel 2019.

## Trama
Salvo è un ragazzino dodicenne, che ha visto suo padre delinquente venire arrestato davanti ai suoi occhi quando aveva cinque anni, quindi poi vive per sette anni a casa degli zii finché un giorno suo padre Vincenzo, uscito di prigione, torna per passare quattro giorni con lui.

## Promozione
Il trailer del film è stato diffuso il 16 ottobre 2019.

## Distribuzione
Presentata alla Festa del cinema di Roma 2019, la pellicola è stata distribuita da Vision Distribution nelle sale cinematografiche italiane il 6 febbraio 2020.
È stata trasmessa in prima Tv il 18 novembre 2022 su Rai 3, nell'imminenza della Giornata internazionale per i diritti dell'infanzia e dell'adolescenza.

## Riconoscimenti
- Ciak d'oro
  - 2020 - Candidatura a migliore attore protagonista a Riccardo Scamarcio[6]